# Russikon
Russikon är en ort och kommun i distriktet Pfäffikon i kantonen Zürich, Schweiz. Kommunen har 4 567 invånare (2023).
I kommunen finns förutom centralorten Russikon även byarna Rumlikon, Madetswil och Gündisau.